# Кочерга, Павел Евтихиевич
Павел Евтихиевич Кочерга (1911—1982) — капитан Советской Армии, участник Великой Отечественной войны, Герой Советского Союза (1943).

## Биография
Павел Кочерга родился 28 августа 1911 года в селе Карловка (ныне — Кропивницкий район Кировоградской области Украины). После окончания пяти классов школы работал в Анапском горстрое. В 1933 году Кочерга был призван на службу в Рабоче-крестьянскую Красную Армию. В 1937 году окончил Краснодарское пехотное училище, после чего был уволен в запас. В 1941 году Кочерга повторно был призван в армию. С ноября 1942 года — на фронтах Великой Отечественной войны. К октябрю 1943 года лейтенант Павел Кочерга командовал ротой 842-го стрелкового полка 240-й стрелковой дивизии 38-й армии Воронежского фронта. Отличился во время битвы за Днепр.
6 октября 1943 года рота Кочерги переправилась через Днепр в районе села Лютеж к северу от Киева и приняла активное участие в захвате и удержании плацдарма на его западном берегу, отразив 8 немецких контратак. В критический момент боя Кочерга поднял своё подразделение в атаку, отбросив противника.
Указом Президиума Верховного Совета СССР от 13 ноября 1943 года за «мужество и героизм, проявленные при форсировании Днепра и удержании плацдарма» лейтенант Павел Кочерга был удостоен высокого звания Героя Советского Союза с вручением ордена Ленина и медали «Золотая Звезда» за номером 2246.
В декабре 1946 года в звании капитана Кочерга был уволен в запас. Проживал в селе Нововознесенка Маловисковского района Кировоградской области Украинской ССР, после окончания сельскохозяйственного техникума работал агрономом. Умер 21 ноября 1982 года, похоронен в Нововознесенке.
Был также награждён орденами Александра Невского, Отечественной войны 1-й и 2-й степеней, Красной Звезды, рядом медалей.
В честь Кочерги названа улица в Малой Виске.